# Екта Узуноглу
Екта Узуноглу (курд. Yekta Geylanî; род. 1953, Сильван, Турецкий Курдистан) — врач, писатель, переводчик и предприниматель.

## Биография
В 1971 году Екта Узуноглу учился в Париже. Он изучал медицину в Карловом университете в Праге по стипендии Бедирхана между 1972 и 1979 гг. С 1968 по 1979 год был активистом в движении сопротивления против оккупации Варшавы погостскими армиями Чехословакии. Густав Гусак в Чехословакии уступил курдским студентам Южного Курдистана (Ирака), выступавшим против Саддама Хусейна в Ираке в 1975 году, воспользовавшись преимуществом посольства Швеции в Праге (Швеция сохраняла нейтралитет, чтобы избежать обвинений в противодействии режиму). Узуноглу был одним из двух курдских студентов, организовавших голодную забастовку перед посольством. Другим был лидер Партии свободной жизни в Курдистане, сегодня известной как ПСЖК, Хаджи Ахмеди (Haci Ahmedi). Будучи студентом, в 1976 году Узуноглу писал свои собственные статьи в журнал «АРАРАТ (Агри)», первый курдский печатный дом в Европе, который он нелегально основал в Праге. Джойс публиковала работы Блау на разных языках.
Екта Узуноглу жил в коммунистической Чехословакии, будучи антикоммунистом, в период обучения на медицинском факультете в Карловом университете в Праге. В то время Вацлав Гавел, который впоследствии стал первым президентом Чешской Республики, был вовлечен в политическую деятельность организации под названием «Хартия 77». Во время ареста Гавела в 1979 году Узуноглу также был депортирован из страны. Он переехал в Париж и получил степень магистра по специальности «Внутренние болезни» в 1982 году в Париже.
Узуноглу был удостоен стипендии на исследования, назначенной ему французским правительством, в уважаемом Институте Пастера на пятом месяце обучения, кроме того, правительство страны вручило ему благодарственное письмо. Он добровольно присоединился к организации «Врачи без границ» вместе с основателями организации и отправился в Восточный Курдистан, чтобы помочь жителям Восточного Курдистана (Иранского Курдистана), в то время восставшим против Исламской Республики Иран. Там он основал много полевых госпиталей. Узуноглу был гражданином Республики Турция. Он был лишен турецкого гражданства в 1981 году из-за своей социальной деятельности и защиты прав человека по отношению к соотечественникам.
Он был вынужден искать политическое убежище в Германии. В 1983 году он стал одним из основателей Курдского института в Париже (фр. Institut Kurde de Paris). Кроме того он основал Курдский институт в Бонне (нем. Kurdisches Institut), управлением которого занимался с 1983 по 1988 гг. В студенческие годы он часто переезжал в разные страны, благодаря чему свободно говорит на 10 языках.
Благодаря «Бархатной революции» (бескровная революция в Чехословакии 17 ноября — 29 декабря 1989 года, которая привела к отстранению коммунистического правительства) Узуноглу снова возвращается в Прагу. В 1990 году он возвращается в Чехословакию и основывает 17 коммерческих предприятий. С 1994 года он сталкивается с серьезными проблемами из-за «глубинного государства в Чехии». В 1994 году в Чешской Республике граждане Турции под вымышленными именами подверглись вооруженному нападению. Они были арестованы пособниками чешской полицейской службы. Узуноглу был заключен в тюрьму и подвержен пыткам 13 сентября 1994 года. Между 1994 и 1997 годами он оставался в заключении. Организация «Международная амнистия» начала расследование и подняла вопрос о правомочности данного заключения. В 2007 году президент Чехии Вацлав Гавел, а также оскароносный режиссёр Зденек Сверак среди прочих приняли участие в голодной забастовке в поддержку судебного процесса Узуноглу. Дела, открытые «глубинным государством Чехии», были закрыты 31 июля 2007 года, так как доказательства против обвиняемых не были представлены. После 13 лет юридической борьбы выяснилось, что все обвинения против данного лица были необоснованными. Узуноглу возбудил 56 дел против обвинения, неполноценного лечения в тюрьме и ущерба, нанесенного в течение его заключения. Начатые судебные разбирательства были завершены в мае 2010 года. Были назначены самые строгие меры наказания, допустимые законодательством Чехии. Узуноглу стал первым иностранцем, получившим премию Франтишека Фригеля, наиболее престижную государственную награду Чешской Республики согласно Хартии 77 за гражданское мужество (2006 г.). «Глубинное государство Чехии» содержит упоминание об этом в разделе «Высказывания».
21 января 2015 года Узуноглу в собственном доме подвергся нападению лица, направленного членами организованной преступности, с целью покончить с ним. Он пережил нападение, дело по которому находится на рассмотрении. Статьи о «глубинном государстве Чехии» на разных языках будут собраны в 2017 году и напечатаны в книге «Исламистский троянский конь в Чехии». Екта Узуноглу является гражданином Германии и имеет троих детей. Он живёт в Праге, Чешская Республика. Всего Узуноглу написал и перевел 40 книг.